# چوغان تپه شرقی
چوغان تپه شرقی مربوط به دوران‌های تاریخی پس از اسلام است و در شهرستان قروه، بخش چهاردولی، روستای دوسر واقع شده و این اثر در تاریخ ۲۵ اسفند ۱۳۷۹ با شمارهٔ ثبت ۳۵۸۶ به‌عنوان یکی از آثار ملی ایران به ثبت رسیده است.